# Курбанов, Исмаилжан
Исмоилжон Курбанович Курбанов — советский хозяйственный, государственный и политический деятель.

## Биография
Родился в 1931 году в Андижанской области. Член КПСС.
С 1946 года — на хозяйственной, общественной и политической работе. В 1946—1988 гг. — колхозник, организатор сельскохозяйственного производства в Аимском районе Андижанской области, директор совхоза «Аим» Кургантепинского района, первый секретарь Ходжаабадского райкома КП Узбекистана, секретарь Андижанского обкома КП Узбекистана, заместитель Председателя Совета Министров Узбекской ССР.
Жил в Узбекистане.

## Награды и звания
- орден Октябрьской Революции (08.12.1973[5])
- орден Трудового Красного Знамени (01.03.1965; 08.04.1971; 25.12.1976[6]; 26.02.1981[7])